# عدنان الحميدان
الاستاذ الدكتور عدنان بن سالم بن سليمان الحميدانهو مدير جامعة جدة من  10/6/1439 هـ حتى الآن. هو مدير الجامعة الثاني المعين بأمر ملكي.

## المؤهلات الأكاديمية
- دكتوراه في الرياضيات، تخصص التحليل الدالي، جامعة كارديف، المملكة المتحدة 2002م
- الدبلوم العالي في العلوم الرياضية، جامعة كارديف، المملكة المتحدة 1999م
- بكالوريوس في علوم الرياضيات العامة، جامعة الملك عبد العزيز 1996م

## التدرج الأكاديمي
- معيد بقسم الرياضيات في جامعة الملك عبد العزيز، 1996 -- 1997.
- أستاذ مساعد بقسم الرياضيات في جامعة الملك عبد العزيز، 2003 - 2007.
- أستاذ مشارك بقسم الرياضيات في جامعة الملك عبد العزيز، 2007 .[4]

## الخبرات الإدارية
- مدير وحدة الشؤون الأكاديمية والمتابعة في عمادة الدراسات العليا، جامعة الملك عبد العزيز، 2004 -- 2006.
- وكيل عمادة الدراسات العليا للشؤون الأكاديمية والمتابعة، جامعة الملك عبدالعزيز2006-- 2009.
- عميد الدراسات العليا، جامعة الملك عبد العزيز 2009 -- 2016.
- المشرف العام على الدراسات العليا التربوية بجامعة الملك عبد العزيز (مكلّف) بالإضافة إلى عمله كعميد للدراسات العليا 28/1– 28/5 ، 2012م.
- عميد الدراسات العليا (مكلف)، جامعة جدة اعتباراً من 2/3/1436هـ وحتى 17/7/1436هـ.
- وكيل جامعة جدة من 26/12/1437هـ حتى 9/6/1439هـ.
- مدير جامعة جدة المكلف من 1/1439 هـ حتى 9/6/1439هـ.
- مدير جامعة جدة من  10/6/1439 هـ حتى الآن.[5]

## المجالس واللجان
- عضو اللجنة العلمية (المؤتمر السعودي الثاني للعلوم)، 2003 – 2004.
- عضو لجنة التحرير للفعالية الخاصة بالمؤتمر السعودي الثاني للعلوم، 2004 -- 2005.
- عضو في لجنة التطوير والاعتماد الأكاديمي، كلية العلوم ورئيس لجنة التطوير والاعتماد الأكاديمي بقسم الرياضيات،2004 -- 2005.
- عضو فريق دراسة محور الدراسات العليا بمشروع الخطة المستقبلية للتعليم الجامعي بالمملكة العربية السعودية (آفاق)، 2006 -- 2007.
- عضو ومقرر للجنة الدائمة للقبول والتسجيل بعمادة الدراسات العليا، 2005 -- 2009.
- رئيس اللجنة الدائمة للقبول والتسجيل بعمادة الدراسات العليا، 2009 -- 2016.
- عضو لجنة القبول والتسجيل والمتابعة لبرامج الدراسات العليا التنفيذية، 2005 -- 2009.
- رئيس اللجنة الدائمة للقبول والتسجيل والمتابعة لبرامج الدراسات العليا، 2009 -- 2016.
- عضو مجلس عمادة الدراسات العليا، 2006 -- 2009.
- عضو ومقرر لجنة تطوير الدراسات العليا لكليات التربية للبنات , 2007 -- 2009.
- عضو لجنة الخدمات التعليمية الإلكترونية، 2008 -- 2009.
- عضو لجنة تطوير برامج الدراسات العليا، 2008 -- 2009.
- رئيس لجنة تطوير برامج الدراسات العليا، 2009 – 2016.
- رئيس مجلس عمادة الدراسات العليا، 2009.
- عضو ومقرر اللجنة الإشرافية العامة لبرامج الدراسات العليا التنفيذية، 2009 -- 2016.
- عضو اللجنة الدائمة للابتعاث والتدريب، 2009.
- عضو اللجنة الإشرافية العليا لتنفيذ الخطة الاستراتيجية الثانية للجامعة وممثل وكالة الجامعة للدراسات العليا والبحث العلمي في اللجنة، 2011- 2016.
- عضو اللجنة الإشرافية العليا لحفل خريجي برامج الدراسات العليا الخاصة بمنطقة القصيم رئيس اللجنة المنظمة، 2011.
- رئيس لجنة تطوير برامج الدبلومات لما بعد المرحلة الجامعية بكلية التربية، 2011.
- عضو لجنة الطوارئ والكوارث بوكالة الجامعة للدراسات العليا والبحث العلمي، 2012- 2016.
- عضو اللجنة المشكلة لدراسة إيجاد آلية لرفع معدلات خريجي الجامعة القدامى الحاصلين على (مقبول) لتمكينهم من مواصلة دراساتهم العليا، 2011.
- رئيس اللجنة المشكلة لإدراج مقررات وخطط براج الدراسات العليا بالكليات الصحيّة على النظم الأكاديمية بالجامعة،2011.
- عضو مجلس الجامعة، 2009 -- 2016.
- عضو لجنة تعديل اللائحة الموحدة للدراسات العليا بوزارة التعليم العالي، 2011م.
- عضو لجنة محور التعليم والموارد البشرية بالخطة الوطنية للتحوّل لمجتمع المعرفة بوزارة التخطيط والاقتصاد، 2012م.
- عضو اللجنة التنفيذية لمركز الدراسات الإستراتيجية، 2013م.
- عضو اللجنة الدائمة للملتقيات العلمية لطلاب وطالبات الجامعة، 2013م.
- عضو اللجنة الدائمة لابتعاث وتدريب منسوبي الجامعة من الإداريين والفنيين، 2013م.
- عضو اللجنة الإشرافية العليا لبرنامج التوطين بمنطقة مكة المكرمة 2019